# Wald bei Wald-Amorbach
Wald bei Wald-Amorbach este o arie protejată (arie specială de conservare — SAC, sit de importanță comunitară — SCI) din Germania întinsă pe o suprafață de 273,65 ha, integral pe uscat.

## Localizare
Centrul sitului Wald bei Wald-Amorbach este situat la coordonatele 49°51′35″N 9°00′48″E / 49.8597°N 9.0133°E.

## Înființare
Situl Wald bei Wald-Amorbach a fost declarat sit de importanță comunitară în noiembrie 2004 pentru a proteja un număr necunoscut de specii din flora spontană și fauna sălbatică aflate în arealul zonei. Situl a fost protejat și ca arie specială de conservare în martie 2008.

## Biodiversitate
Situată în ecoregiunea continentală, aria protejată conține 2 habitate naturale: Păduri de fag Luzulo-Fagetum, Păduri de fag Asperulo-Fagetum.
La baza desemnării sitului se află un număr nedeclarat de specii protejate.